# Talang Rendah
Talang Rendah is een bestuurslaag in het regentschap Bengkulu Utara van de provincie Bengkulu, Indonesië. Talang Rendah telt 969 inwoners (volkstelling 2010).